# Blue Ridge, Texas
Blue Ridge là một thành phố thuộc quận Collin, tiểu bang Texas, Hoa Kỳ. Năm 2010, dân số của xã này là 822 người.

## Dân số
- Dân số năm 2000: 672 người.
- Dân số năm 2010: 822 người.